# Laurys Gillis

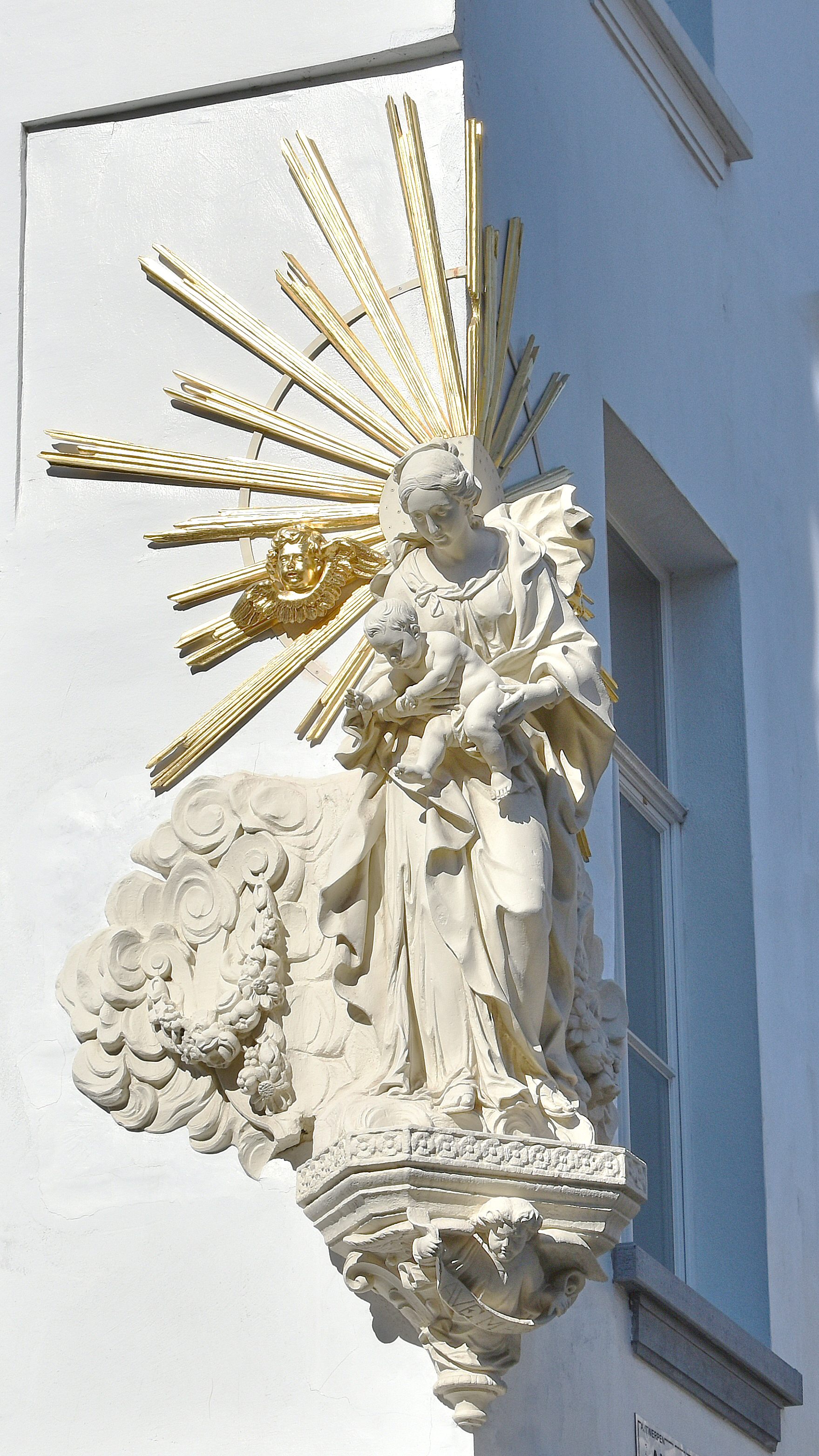
Virgen y el Niño, el Meir, Amberes

Laurys Gillis o Laurent Gillis  ( Amberes 1688 - Amberes 1749) fue un escultor flamenco que estuvo activo en Amberes en la primera mitad del siglo XVIII. Trabajó durante mucho tiempo en el taller del destacado escultor de Amberes Michiel van der Voort el Viejo . Es conocido por estatuas de personajes históricos y bíblicos, santos cristianos y representaciones alegóricas.

## Vida
Fue bautizado el 25 de agosto de 1688 en Amberes como hijo del zapatero Jan Gillis, originario de Hoegaarden, y de María Margareta Gantier. En el año del gremio 1701-1702 fue registrado bajo el nombre de Louwerijs Gieles en el Gremio de San Lucas de Amberes como alumno del destacado escultor Michiel van der Voort el Viejo (Amberes 1667 - Amberes 1737).  Van der Voort dirigía un gran taller en Amberes que producía mobiliario eclesiástico barroco para las principales iglesias de Flandes y para su exportación a la República Holandesa
Se casó con Helena Mattheyssens (Matthijssens) el 3 de mayo de 1712 en Amberes . Gillis permaneció trabajando en el taller de su maestro durante más de 20 años y solo se registró como maestro escultor independiente (beltsnyder) en el Gremio de Amberes en el año de gremio 1721-1722.  
Dos de sus hijos, Joseph (Josephus) (Amberes 1724 - Amberes 1773) y Jan Baptist (Amberes 1717 - 1752) también se convirtieron en escultores. Un tercero, Herman (Amberes 1733 - Amberes 1791), se convirtió en pintor y director de la academia en Lovaina . 

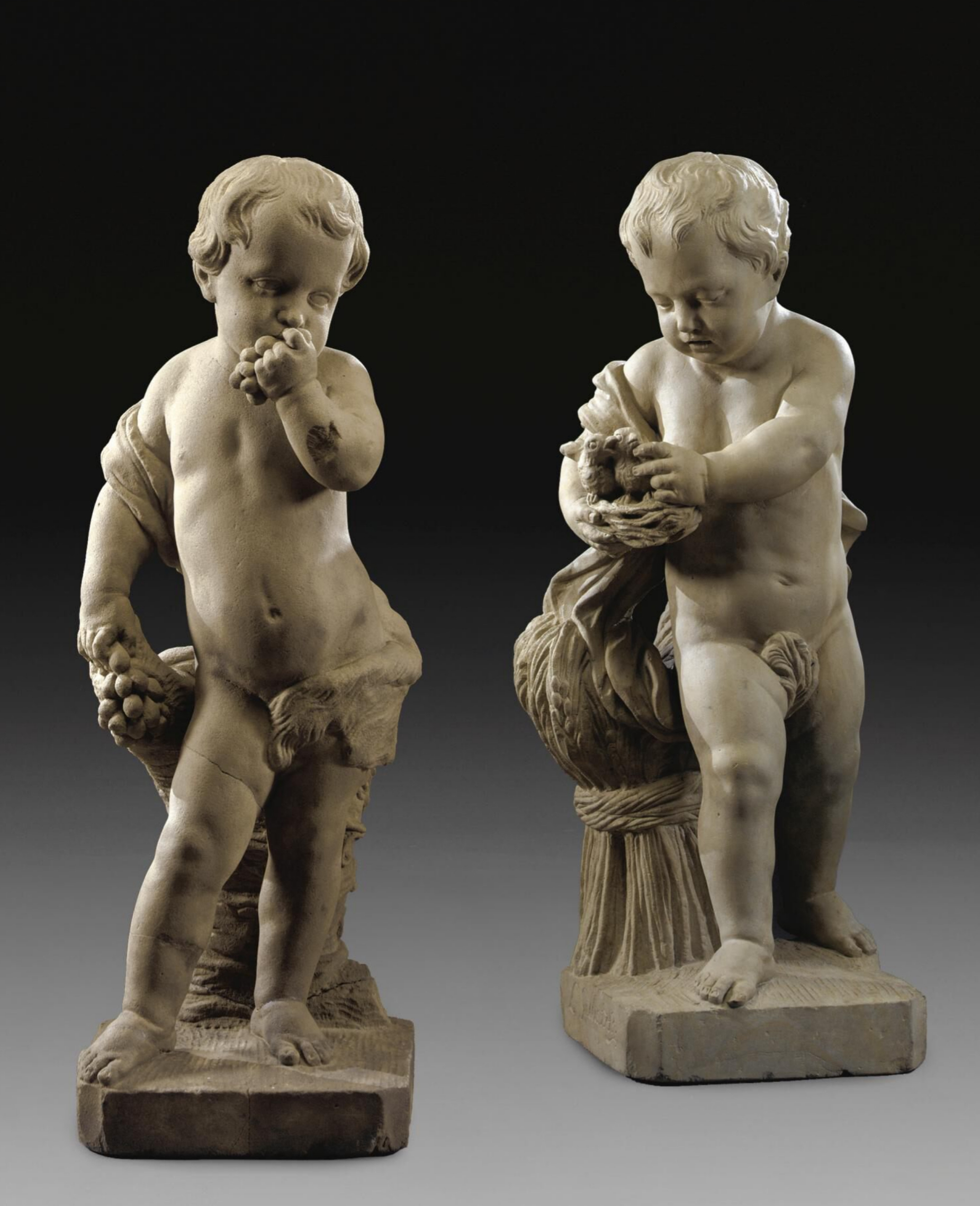
Dos putti

El 13 de octubre de 1749, Gillis se declara enfermo y hace testamento junto con su esposa. En el testamento, dejaron las herramientas, los modelos y los dibujos del escultor a su hijo Jan Baptist, con el argumento de que había ayudado a su padre durante muchos años y había contribuido en mayor medida a los ingresos familiares. Murió ese mismo año.

## Obra
Sólo se le atribuyen unas pocas obras, ya que la mayor parte de su trabajo fue realizado durante su estancia en el taller de su maestro van der Voort y, por tanto, no es atribuible específicamente a un artista concreto. El taller de su maestro exportó muchas obras a la República Holandesa, por lo que es probable que muchas de las obras importantes de Gillis también fueran enviadas allí.

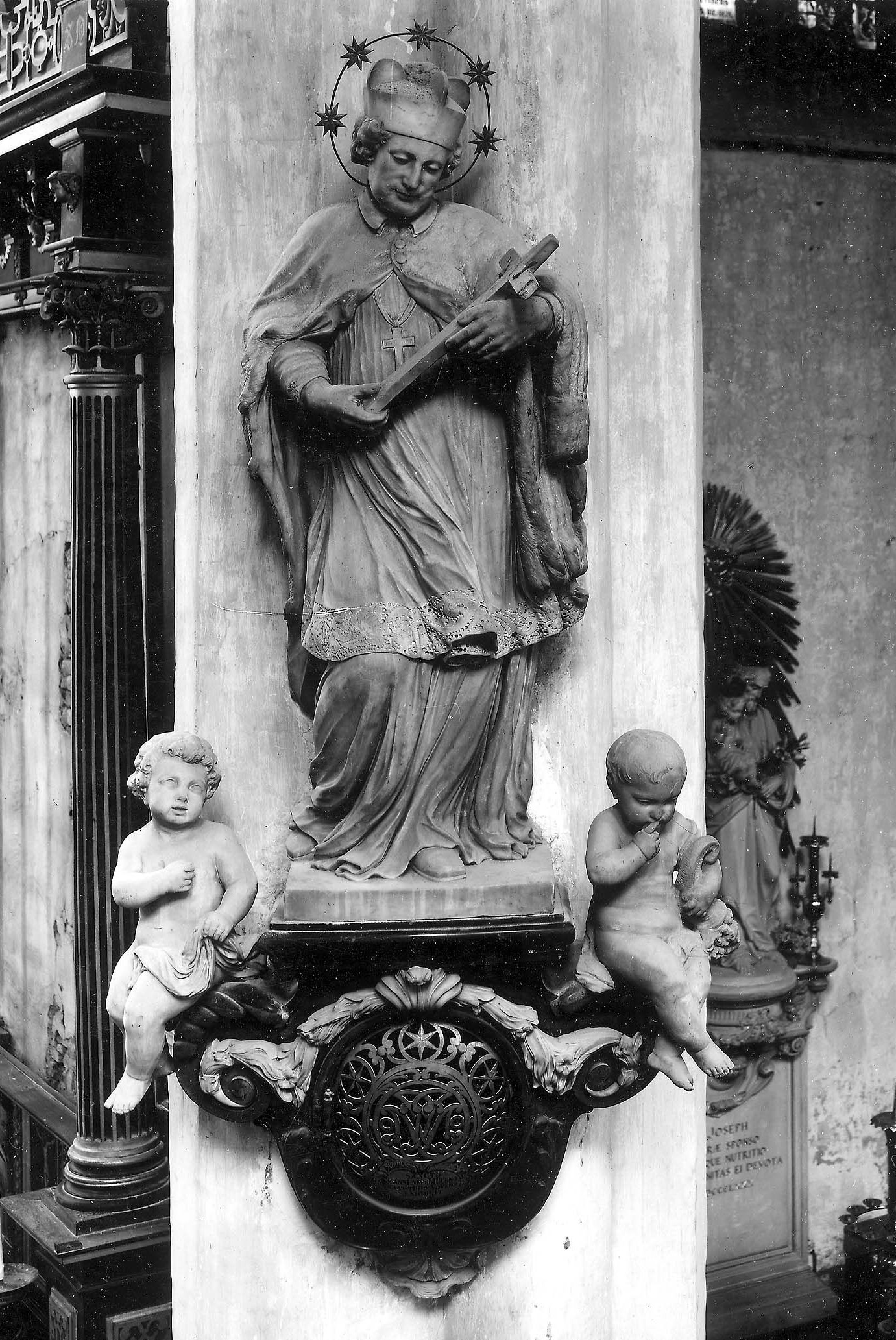
Estatua de Juan de Nepomuk

Una obra que se le atribuye basándose en documentos del siglo XVIII es la estatua de la Virgen con el Niño, que está adosada a la fachada de un edificio situado en la esquina de la calle Lange Klarenstraat y el Meir en Amberes. Esta estatua fue atribuida anteriormente a Pieter Verbrugghen el Viejo (Amberes 1615 - Amberes 1686). La estatua, de estilo barroco tardío, constaba inicialmente de un grupo de tres figuras, entre ellas la de San Luis. Originalmente se hizo para el internado de los jesuitas en el Sint-Jacobsmarkt de Amberes, pero tras la abolición de la orden jesuita en 1773, la estatua pasó a manos privadas, aunque permaneció in situ. Fue trasladada en 1814, sin la estatua de San Luis, primero a la esquina de la calle Meir y Twaalfmaandenstraat, y luego en 1872 a su ubicación actual. Esta estatua muestra la notable habilidad de Gillis, ya que creó una estatua muy elegante en cuanto a la postura, la expresión facial y los pliegues del manto de la Virgen. Detrás de la Virgen hay una cubierta de nubes con guirnaldas y una gran aureola dorada en la esquina del edificio. Aunque la Virgen aparece ahora mostrando al Niño Jesús a los transeúntes, originalmente se lo mostraba a un San Luis arrodillado, patrón de los jóvenes estudiantes. La estatua fue restaurada a finales de 2013. Durante la restauración se añadió una cabeza de ángel al halo dorado. 

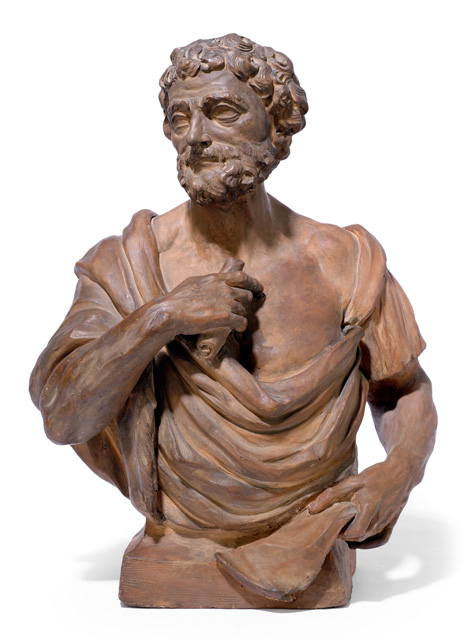
Busto de Marco Aurelio

En 1740 realizó una estatua de mármol blanco para la iglesia de Santiago de Amberes. Representa a Juan Nepomuceno con un ángel que sostiene una palma en la mano (hoy perdida) y que se apoya en una columna, símbolo de la firmeza, y otro ángel con el dedo ante la boca, símbolo del secreto de confesión. Realizó esta estatua cinco años después de que su maestro Michiel Van der Voort completara una estatua similar para la iglesia de San Carlos Borromeo de los jesuitas en Amberes. Las esculturas difieren en gran medida en su concepto: mientras que Van der Voort muestra al santo en una postura más bien combativa, utilizando la cruz como muestra triunfal, el santo de Gillis se muestra tranquilamente contemplando a Cristo en la cruz.
Un busto de Marco Aurelio en terracota, firmado y fechado en 1739, es probablemente un estudio para una obra mayor. 
Gillis también realizó obras a pequeña escala. Ejemplo de ello son las dos pequeñas estatuas de piedra de putti, firmadas y fechadas en 1743 (subasta de Sotheby's del 9 de julio de 2008, lote 152). Las figuras parecen simbolizar las estaciones del año: una tiene un cesto de uvas detrás y está comiendo algunas uvas, lo que probablemente sea una alegoría del otoño, mientras que la otra tiene una gavilla de trigo detrás y está sosteniendo un nido de pájaros, lo que probablemente sea una alegoría del verano.